# Maria Alexandrovna Oulianova
Pour les articles homonymes, voir Oulianova.

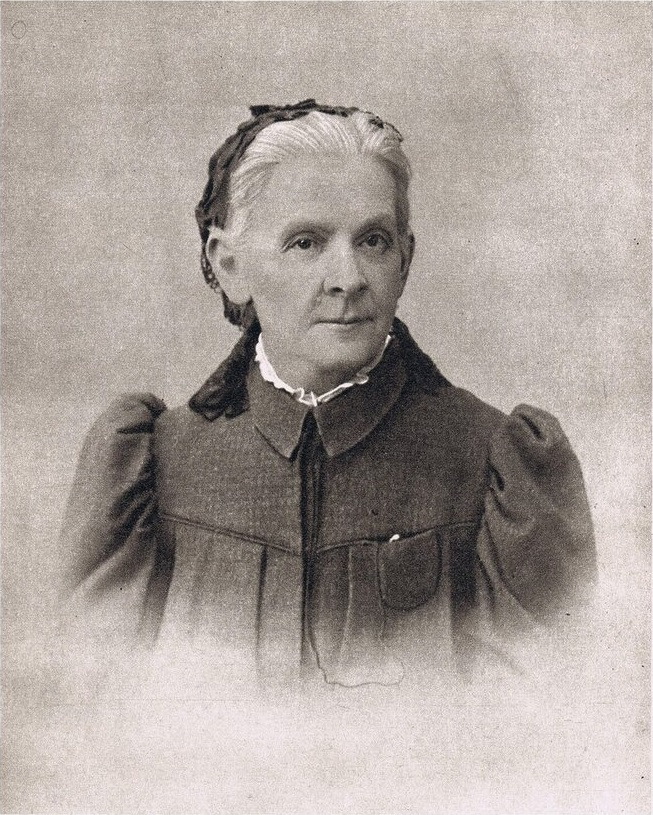
Maria Alexandrovna Oulianova vers 1895.

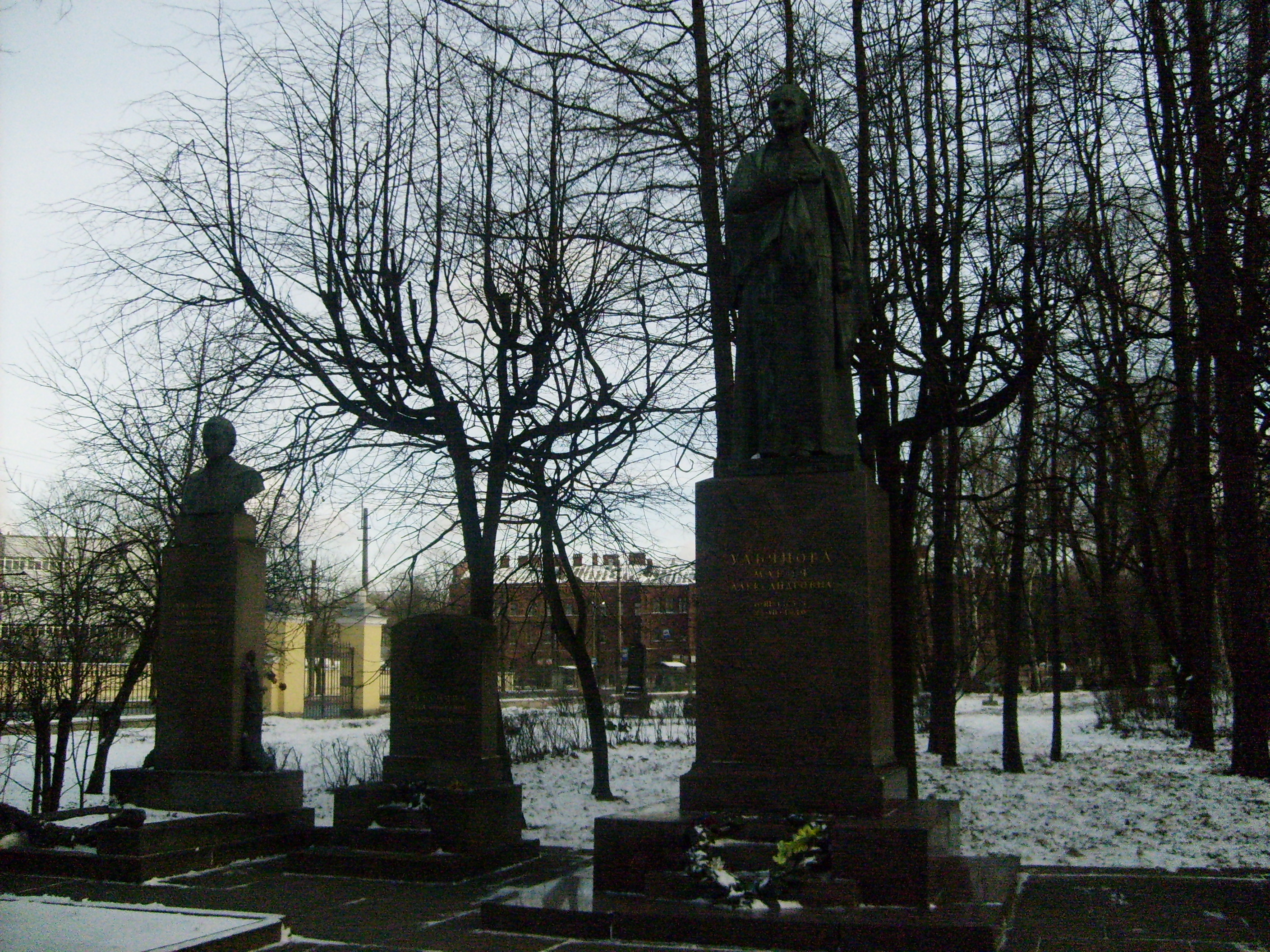
Tombe de Maria Oulianova.

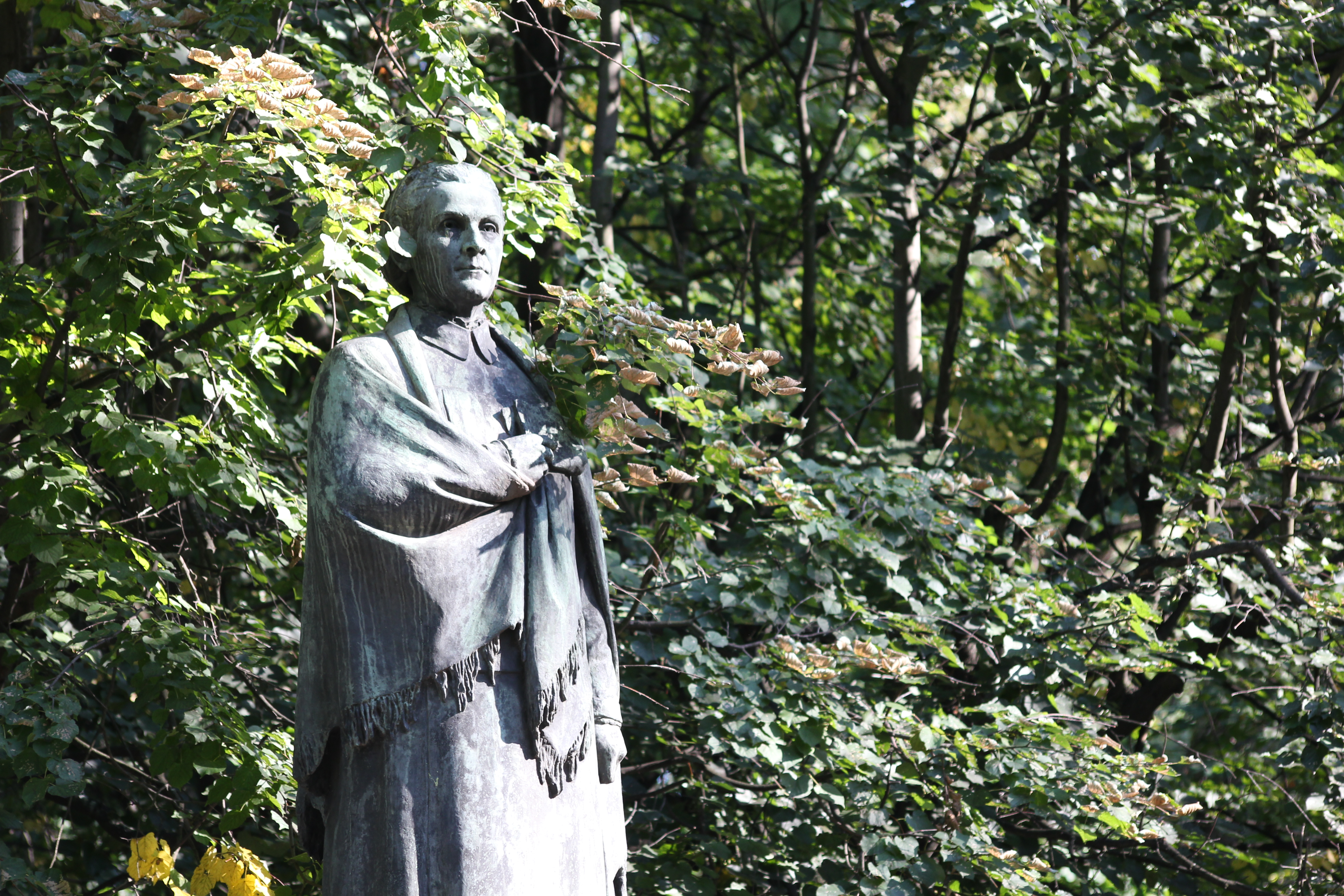
La sculpture funéraire de Marija Ulyanova sur le monument de la famille Oulianov dans la partie Literatorskiye mostki du cimetière Volkovo.

Maria Alexandrovna Oulianova, née Blank (en russe : Мари́я Алекса́ндровна Улья́нова (Бланк)) à Kokouchkino, 6 mars 1835 et morte à Petrograd (aujourd'hui Saint-Pétersbourg) le 25 juillet 1916, est la mère de Vladimir Ilitch Lénine.

## Biographie
Née dans un bourg du gouvernement de Kazan en 1835, Maria Blank est la fille d'un médecin juif (Israël Moisevitch Blank) converti au christianisme orthodoxe sous le nom de baptême d'Alexandre Dimitrievitch Blank et de Anna Ivanovna Grosshopf, Allemande de la Volga qui descend d'ancêtres allemands et suédois. En 1838, elle perd sa mère et est confiée à sa tante Catherine. Maria bénéficie d'une solide formation à la maison et étudie ensuite à l'université l'allemand, le français et l'anglais ainsi que la littérature russe.
En 1863, elle décroche un poste d'institutrice d'école élémentaire. La même année elle rencontre Ilia Nikolaïevitch Oulianov qu'elle épouse à Nijni Novgorod. Six enfants naîtront de cette union : Anna (1864-1935), Alexandre Oulianov (1866-1887), Olga (morte en 1891), Vladimir (Lénine) (1870-1924), Dimitri (1874-1943) et Maria (1878-1937). Plusieurs d'entre eux deviennent des révolutionnaires.
La fin du siècle est particulièrement difficile pour Maria qui doit faire face à plusieurs malheurs familiaux : le décès de son mari Ilia Oulianov (1886), la condamnation à mort de son fils aîné Alexandre (1887) et la mort de sa fille Olga (1891), sans oublier les diverses arrestations que subissent les autres enfants. Elle achète, en 1889, une ferme dans le village d'Alakaevka (oblast de Samara) et tente de se consacrer, avec l'aide de son fils Vladimir Ilitch Oulianov, à la gestion de ce domaine agricole. Elle retourne ensuite vivre à Moscou. À la suite de l'exil de Lénine, elle lui rend visite à Paris (1902) et à Stockholm (1910). Elle décéde à Petrograd à l'âge de 81 ans. Elle est enterrée au cimetière Volkovo de la ville.

## Dans les arts
Les films de fiction Le Cœur d'une mère (1965) et La Fidélité d'une mère (1966), de Marc Donskoï, dépeignent certains aspects de la vie des Oulianov, vus à travers le regard de Maria.